# Peter Ablinger
Peter Ablinger, né le 15 mars 1959 à Schwanenstadt (Haute-Autriche) et mort le 17 avril 2025 à Berlin, est un compositeur autrichien.

## Biographie
Peter Ablinger naît en 1959 à Schwanenstadt. Il suit des études d'arts graphiques à Linz. Il étudie aussi le piano et se tourne vers le free jazz. En 1979, il commence à étudier la composition à la Musikhochschule de Graz et de Vienne, notamment avec Gösta Neuwirth et Roman Haubenstock-Ramati. En 1982, il vit à Berlin où il enseigne au Conservatoire Stern, tout en dirigeant des festivals et concerts, dont le festival Klangwerkstatt.
En 1988, il fonde l'ensemble Zwischentöne, ensemble mixte associant professionnels et amateurs. Cet ensemble crée des œuvres de Christian Wolff, Christina Kubisch, Antoine Beuger, Pauline Oliveros, Alvin Lucier ou encore Benedict Mason.
À partir de 1993, il enseigne à l'Université de Graz. Il dirige aussi les ensembles Insel-Musik, Klanforum Wien et United Berlin.
Entre 2012 et 2017, il est enseignant-chercheur à l'Université de Huddersfield.
Il fonde, avec Bernhard Lang, Klaus Lang et Nader Mashayekhi, la maison d'édition Zeitvertrieb.

## Esthétique
Peter Ablinger cherche à questionner la nature même du son. Il utilise le bruit pour ce qu'il est en lui-même et non pour sa signification. Il cherche à ramener le son au bruit plutôt que l'inverse. Il questionne aussi les notions de timbre, d'espace et de temps dans la musique.
Ses œuvres sont souvent des installations qui font appel à un environnement naturel ou artificiel particulier. Le résultat sonore dépend du lieu d'exécution de l'œuvre . Peter Ablinger laisse aussi l’auditeur imaginer par lui-même le résultat de l'exécution d'une œuvre, comme dans les pièces promenades de son cycle Weiss/Weisslich. Ce cycle se compose de plusieurs œuvres sans véritables sons comme Sehen und Hören, composée de photographies (1994-2003), ou Arboretum, plantation d’arbre dessinée d’après des données acoustiques (1996-2008). Si ses installations sont souvent qualifiées de plastiques plutôt que sonores, elles placent cependant le visiteur dans la position d’un auditeur.

## Distinctions
- Forderpreis, Académie des arts de Berlin, 1998[2]
- Prix de composition Andrzej-Doborwolski, 2008[2]
- Prix allemand de l'art sonore, 2010[2]
- Prix de composition Ad Libitum, 2011[2]

## Œuvres
- A letter from Schoenberg, pièce lue avec piano mécanique, collaboration avec Winfried Ritsch, 1 minute 49 s
- Akkordeon und Rauschen pour accordéon et cd, 5 minutes 30 s.
- Akt/Rückenansicht pour beaucoup d'acteurs et cd, entre 25 minutes et 35 minutes
- Altar, 12 minutes
- Amtssee bei Regen, vingt-quatre petites pièces pour instrumentation variable, entre 12 minutes et 16 minutes
- Anfangen  pour violon accordé en alto, 22 minutes
- Audioanalyse / Die Auflösung / Freud in England / Le Grain de la voix, pour piano contrôlé par ordinateur et vidéotexte, 4 minutes
- Sehen und Hören (1994-2003), pièces sans sons (photographies, séries de photos, photos et chaises) 
  - Verdichtungsstudien, variabel, 1994 ;
  - 7 Stücke in 3 Teilen, 21 photos, 1994-1996 ;
  - Saturn Suite, variabel, 1997-1998 ;
  - Nachtstück (für M.I.), 6 photos, 1999 ;
  - Kleines rotes Lied, 4 photos, 2002 ;
  - Großes rotes Lied, 24 photos, 2002 ;
  - sans titre, 12 photos, 2002 ;
  - Two Part Invention, 32 photos, 2003 ;
  - Klavierstück, 36 photos, 2003 ;
  - Kleines Klavierstück, 6 photos, 2003 ;
  - Lautsprecherstück, 12 photos, 2003.
- 3 easy pieces (2003-2004), installation sonore en trois parties dans un espace public
  - akustische Unterbrechung/Rahmung [interruption acoustique/encadrement] : 2 Durchgänge, schallgedämmt [passage absorbant le son]
  - Sitzen und Hören: 20 Stühle [S'assoir et écouter : 20 chaises]
  - Hand hinters Ohr halten/wegnehmen: 4 Sockel mit Anweisungen [Bouger les mains devant les oreilles : 4 socles avec consignes]